# Égypto-Américains

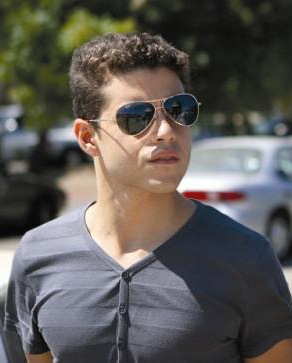

Les Égypto-Américains (ou Egyptian Americans en anglais) sont les Américains d'origine égyptienne.
Selon l'American Community Survey, pour la période 2011-2015, 233 643 personnes se déclarent d'ascendance égyptienne. Ils sont particulièrement présents dans le Grand New York et dans le nord du New Jersey,,, ainsi qu'en Californie, dans l'Illinois, le Michigan, la Floride, le Texas et la Virginie.
Selon le American Community Survey pour la période 2011-2015, environ 92 725 Égypto-Américains (39,7 %) sont nés américains, tandis que 140 918 (60,3 %) sont nés étrangers. De plus, 87 289 (61,9 %) d'entre eux sont naturalisés, alors que 53 629 (38,1 %) ne sont pas citoyens américains.